# Rogers, Texas
Rogers là một thị trấn thuộc quận Bell, tiểu bang Texas, Hoa Kỳ. Năm 2010, dân số của thị trấn này là 1218 người.

## Dân số
- Dân số năm 2000: 1117 người.
- Dân số năm 2010: 1218 người.